# Trnava (żupania osijecko-barańska)
Trnava – wieś w Chorwacji, w żupanii osijecko-barańskiej, w gminie Trnava. W 2011 roku liczyła 630 mieszkańców.